# مارماهی رنگین ابوت
مارماهی رنگین ابوت (نام علمی: Gymnothorax eurostus) نام یک گونه از تیره مارماهی رنگین است.
این گونه بعضی اوقات با نام مورای استوات نیز شناخته می‌شود یک گونه از جنس مارماهی رنگین از خانواده مارماهیان رنگین،پیدا شده در اقیانوس آرام و اقیانوس هند ،این گونه مارماهی در صخره های مرجانی ،در شرق اقیانوس آرام در کاستاریکا تا جزیره ایستر تا عمق بیش از ۴۰ متری یافت می شود.طول این گونه مارماهی می‌تواند به بیش از ۶۰ سانتی متر هم برسد.این گونه شب زی است و اغلب شب هنگام به شکار جانوران کوچکتر از خودش می پردازد که اغلب آن ها سایر ماهی های مرجانی می باشند.